# Zástřizl

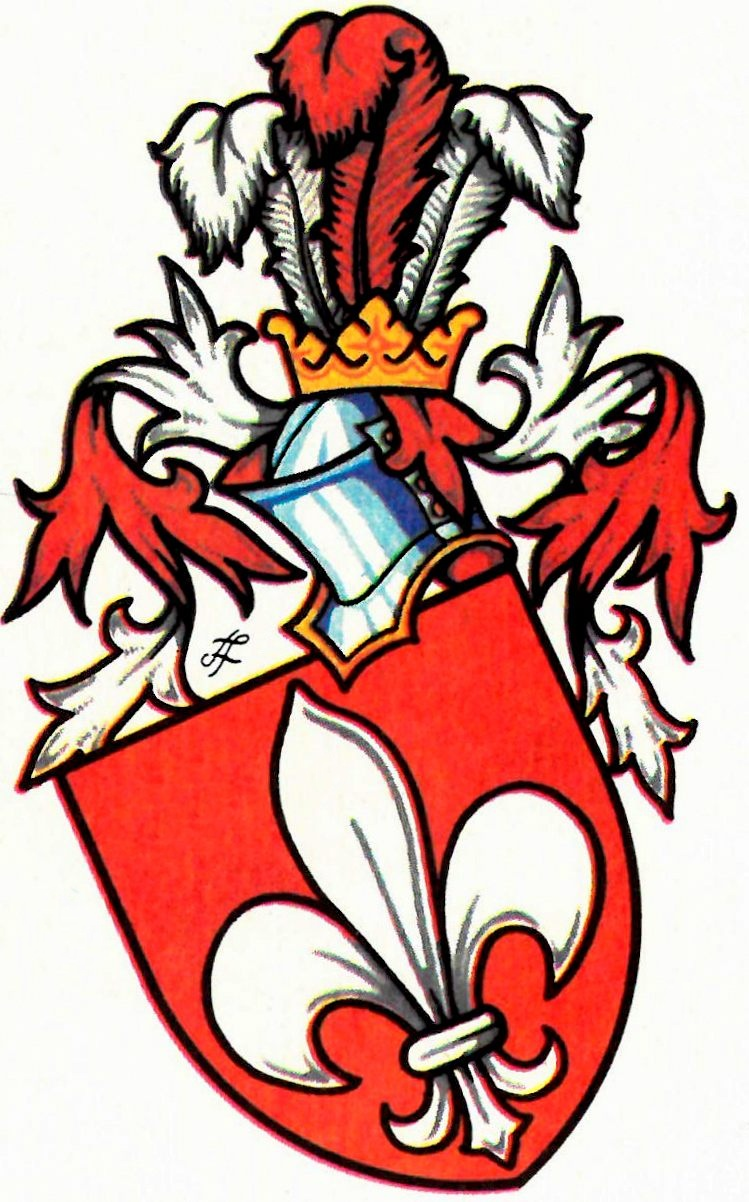
Wappen

Zástřizlové (auch ze Zástřizl, von Zastrizl) waren ein mittelalterliches mährisches Adelsgeschlecht und Landherren auf Zástřizly im Marsgebirge.

## Geschichte
Die erste schriftliche Erwähnung der Gemeinde und des Geschlechts stammt aus dem Jahr 1349 und weist als Herren die Artleb und Bozek ze Zástřizl auf. Diese siedelten auf der inzwischen untergegangenen Feste, die sich am Platz der heutigen Schule befand. Das Adelsgeschlecht breitete sich im Laufe der Jahre in der gesamten Region Chřiby aus. Je nach dem Ort ihres Sitzes verästelten sie sich in verschiedene Familienzweige (z Lechvic, z Morkovic, z Prakšic und z Ždánic).
Jaroš von Zástřizl kaufte 1568 die Burg Boskowitz mit der Stadt Boskowitz, 21 Dörfern, zwölf öden Dörfern und Anteilen von vier weiteren Dörfern von Veit Eder von Scziawnitz. Jaroš Sohn Wenzel vererbte die Herrschaft Boskowitz und das Gut Letonitz 1594 seiner Frau Kunka Nedachlebska z Skorotína (Kunigunde von Korotin) mit der Maßgabe, dass nach deren Tod das Erbe seinem Bruder Bohuslav oder im Falle der Ausschlagung dem Bernard von Drnovice zufallen sollte. Bohuslav von Zástřizl nahm die Erbschaft an, 1613 übernahm sein Sohn Wenzel d. J. Morkowský von Zástřizl Boskowitz und Letonitz. Das Gut Letonitz wurde nach der Schlacht am Weißen Berg konfisziert. Wenzel hinterließ die Herrschaft Boskowitz 1631 seiner Witwe Elisabeth Eusebia, geborene Podstatska von Prusinowitz, die in zweiter Ehe einen Grafen Breuner heiratete. 1647 fiel die durch den Krieg verwüstete Herrschaft Boskowitz ihren drei erstehelichen Söhnen Johann Bohuš Wenzel (auf Svatobořice), Ulrich Desiderius (auf Morkovice) und Karl Franz Morkowský von Zástřizl zu. Im Erbvergleich vom 30. November 1647 übernahm Johann Bohuš Wenzel die gesamte, auf 86.333 Rheinische Gulden taxierte Herrschaft Boskowitz und beerbte später auch seine Brüder. Er verstarb am 25. Juli 1687 im Alter von 77 Jahren; damit  erlosch das Geschlecht von Zástřizl im Mannesstamme. Seine Witwe und Erbin, Zuzana Kateřina, geborene Prakšicka von Zástřizl (1637–1691), die aus ihrer ersten Ehe mit einem Herrn Schwabenitzky von Schwabenitz die Güter Malenovice und Jesenec geerbt hatte, heiratete im selben Jahr in dritter Ehe den 23-jährigen Walther Franz Graf von Dietrichstein und schenkte ihm 1689 „inter vivos“ die Herrschaft Boskowitz, wobei sie sich deren Verwaltung und die Hälfte der Einkünfte vorbehielt.